# 21 aprile
Il 21 aprile è il 111º giorno del calendario gregoriano (il 112º negli anni bisestili). Mancano 254 giorni alla fine dell'anno.

## Eventi
- 753 a.C. – Natale di Roma: secondo la leggenda, in questo giorno Romolo fonda la città di Roma
- 43 a.C. – Marco Antonio è sconfitto nella battaglia di Mutina dal console Aulo Irzio, che rimane ucciso
- 1509 – Enrico VIII diventa re d'Inghilterra
- 1519 – Hernán Cortés sbarca a Veracruz
- 1796 – Napoleone Bonaparte guida le sue truppe alla vittoria contro l'esercito sabaudo nella battaglia di Mondovì e si prepara a marciare verso Torino
- 1836 - Battaglia di San Jacinto
- 1884 – La Chiesa romana cattolica si scaglia contro la Massoneria con l'enciclica di papa Leone XIII Humanum Genus
- 1898 – Guerra ispano-americana: il Congresso degli Stati Uniti d'America fissa a questa data, che renderà nota solo il 25 aprile successivo, l'inizio dello stato di guerra con la Spagna
- 1900 – Torino, alla Palazzina delle Belle Arti al Valentino si inaugura il primo Salone dell'automobile di Torino
- 1918 – Viene abbattuto e ucciso Manfred von Richthofen, noto come il Barone Rosso o "l'Asso degli Assi" e considerato il più grande aviatore di tutti i tempi
- 1931 – Il re Alfonso XIII di Spagna sbarca a Dover, prima tappa del suo esilio
- 1940
  - Seconda guerra mondiale: a Lillehammer, in Norvegia, avviene il primo scontro diretto fra truppe inglesi e tedesche
  - A Roma, Benito Mussolini arringa in segreto i rappresentanti delle confederazioni, ma il contenuto trapela e fa ritenere prossima l'entrata in guerra dell'Italia
- 1942 – In Italia entra in vigore il nuovo Codice civile, segnando l'unificazione del diritto privato (unifica il precedente Codice civile del 1865 e il Codice di commercio del 1882)
- 1945 – Seconda guerra mondiale: Bologna viene liberata dagli Alleati
- 1960 – Viene ufficialmente inaugurata Brasilia, la città di fondazione designata capitale del Brasile e progettata da Lucio Costa (pianificazione), Oscar Niemeyer (edifici) e Roberto Burle Marx (spazi aperti)
- 1967 – Grecia: a pochi giorni dalle elezioni generali, il colonnello Geōrgios Papadopoulos guida un colpo di Stato instaurando un regime militare che durerà sette anni
- 1970 – La provincia dello Hutt River attua una secessione dal Commonwealth dell'Australia
- 1977 – Settimio Passamonti, agente di Pubblica Sicurezza di 23 anni, viene ucciso a colpi d'arma da fuoco a Roma vicino alla città universitaria, durante scontri a fuoco tra la polizia ed estremisti di sinistra dell'area di Autonomia Operaia
- 1989 – Inizia la commercializzazione di quella che sarà la console portatile per videogiochi più venduta al mondo: Game Boy
- 1992 – La rock band britannica The Cure pubblica l'album Wish, che diventerà il loro maggior successo commerciale all'uscita[1], nel giorno del 33º compleanno del vocalist Robert Smith
- 1994 – L'astronomo Aleksander Wolszczan annuncia la prima scoperta di pianeti extrasolari
- 1996 – Elezioni politiche italiane per la XIII Legislatura, in cui prevale la coalizione di centro-sinistra
- 2004
  - Iraq: a Bassora attentati suicidi causano almeno 68 morti, a Falluja si svolgono scontri fra ribelli e forze della coalizione
  - Arabia Saudita: un'autobomba guidata da un terrorista kamikaze colpisce la centrale delle forze di sicurezza di Riad, causando almeno quattro morti e 148 feriti
  - Israele: rilasciato dopo 18 anni di prigionia Mordechai Vanunu, reo di aver svelato alla stampa l'esistenza di una centrale nucleare israeliana segreta in cui aveva lavorato
  - In Austria il Municipio di Vienna e la Bank Austria Creditanstalt effettuano il primo trasferimento di fondi attraverso un collegamento diretto a crittografia quantistica
- 2006 – Re Gyanendra del Nepal abdica dopo alcune settimane di scontri tra polizia e dimostranti dell'opposizione
- 2016 – Il musicista Prince viene trovato morto in un ascensore di casa sua a seguito di un'overdose accidentale di antidolorifici
- 2018 – Muore in Giappone, all'età di 117 anni e 260 giorni, Nabi Tajima (1900-2018), ultima persona nota nata nel XIX secolo
- 2025 – Alle 07:35 italiane (06:35 UTC) muore Papa Francesco

## Nati
Ci sono circa 1 160 voci su persone nate il 21 aprile; vedi la pagina Nati il 21 aprile per un elenco descrittivo o la categoria Nati il 21 aprile per un indice alfabetico.

## Morti
Ci sono circa 520 voci su persone morte il 21 aprile; vedi la pagina Morti il 21 aprile per un elenco descrittivo o la categoria Morti il 21 aprile per un indice alfabetico.

## Feste e ricorrenze

### Civili
- Giornata mondiale della migrazione dei pesci

Nazionali:
- Brasile - Festa di Tiradentes, commemorazione dell'eroe nazionale Joaquim José da Silva Xavier
- Indonesia - Festa della donna o Giorno di Kartini (anniversario di nascita di Raden Ayu Kartini, pioniera dei diritti delle donne indonesiane)
- Regno Unito - Anniversario di nascita di Sua Maestà la regina Elisabetta II
- Stati Uniti d'America-Texas - Festa di San Jacinto, commemorazione della battaglia di San Jacinto

### Religiose
Cristianesimo:
- Sant'Anastasio il Sinaita
- Sant'Anselmo d'Aosta, vescovo e dottore della Chiesa
- Sant'Apollonio di Roma, filosofo e martire
- Sant'Aristo di Alessandria, sacerdote e martire
- San Beuno, abate
- San Corrado da Parzham, cappuccino
- San Melrubio di Applecross, abate
- San Roman Adame Rosales, sacerdote e martire
- San Simone bar Sabbae, vescovo
- San Wolbodo di Liegi, vescovo
- Beato Bartolomeo Cerveri, sacerdote e martire
- Beato Giovanni de Riano, mercedario
- Beato Giovanni Saziari, terziario francescano

Religione romana antica e moderna:
- Parilia (o Palilia)
- Natale di Roma (Natalis Urbis)
- Natale di Venere e Roma

Fede Bahá'í:
- Festa di Ridván (commemorazione della Rivelazione di Bahá'u'lláh e rinnovo delle Assemblee Spirituali Locali)

Rastafarianesimo:
- Anniversario della visita di Hailé Selassié in Giamaica

### Laiche
- Natale di Roma